# Randy de Puniet
Randy de Puniet (Maisons-Laffitte, 1981. február 14. –) francia motorversenyző. Évekig a MotoGP-ben versenyzett és 2004-ben a negyedliteres géposztályban összetett harmadik helyezést ért el.

## Karrierje
De Puniet a MotoGP-ben 1998-ban mutatkozott be. Ekkor még csak a hazai versenyen indult, szabadkártyásként. A pontszerzés, bár nem állt messze tőle, végül nem sikerült, tizenhetedikként zárt. A következő két évben teljes szezonra szóló szerződéseket kapott, ám nem igazán ment neki, ugyanis nem tudott kiegyensúlyozott teljesítményt nyújtani, leginkább a pontszerző helyek második felében ért célba.
Ennek ellenére 2001-ben mégis szerződést kapott a negyedliteres géposztályban. Első szezonja még a korábbiakhoz hasonlóan telt, ám azután már sokkal jobb eredményeket tudott felmutatni. 2002-től 2005-ig, amíg ebben a kategóriában versenyzett, számos dobogós helyezést, köztük öt győzelmet is sikerült szereznie.
2006-ban került fel az ezres géposztályba, az akkor még létező Kawasaki csapatához. Két évet töltött itt. Első idénye nem sikerült jól, általában még a pontszerző helyekért is harcolnia kellett. Legjobb eredménye egy tizedik hely volt. Az évet végül 37 ponttal a tizenhatodik helyen zárta. Egy évvel később már sokkal jobban teljesített, a japán versenyen a dobogóra is felállhatott.
2008-ra az LCR Hondához került. 2010 előtt felmerült, hogy a Tech 3-hez szerződik, azonban végül maradt csapatánál. A francia csapattal kapcsolatos spekulációk 2011-re is megmaradtak, azonban a csapatfőnök Hervé Poncharal visszautasította a pletykákat.
A 2011-es szezon előtt a Pramac Racinghez szerződött, csapattársa a tapasztalt olasz Loris Capirossi lett. A szezon nem sikerült igazán jól számára, legtöbbször nem került be a versenyeken a legjobb tíz közé. Mindössze kétszer végzett ennél jobb helyen, Indianapolisban nyolcadik, Ausztráliában hatodik lett. A rosszul sikerült év után 2012-re de Puniet az Aspar Racing Teamhez igazolt. Bár valamennyit sikerült előrelépnie, számottevő javulás nem volt tapasztalható az eredményeiben. 2012-ben tizenharmadik, egy évvel később tizenötödik lett. 2014-ben nem versenyzett, hanem a Suzuki tesztpilótájaként dolgozott. Egyetlen versenyen, a szezonzáró valenciai nagydíjon indult.
Miután a Suzuki nem őt választotta versenyzőjének a MotoGP-be a fejlesztőmunka ellenére sem, de Puniet a Superbike-világbajnokságba igazolt. Összességében egy gyenge szezonnal a 18. pozícióban rangsorolták összetettben, 52 ponttal.
A 2016–17-es kiírásra a motoros Hosszútávú-világbajnokságba (FIM EWC) igazolt. 2019-ben indult az első szezonját kezdő vadonatúj elektromos MotoE-ben.

## Eredményei

### Statisztika
| Szezon   | Kategória | Motor                   | Csapat               | Verseny | Győzelem | Dobogó | Pole | LKör | Pont | Hely | VB |
| -------- | --------- | ----------------------- | -------------------- | ------- | -------- | ------ | ---- | ---- | ---- | ---- | -- |
| 1998     | 125 cm³   | Honda RS125R            |                      | 1       | 0        | 0      | 0    | 0    | 0    | HN   | –  |
| 1999     | 125 cm³   | Aprilia RS125           |                      | 16      | 0        | 0      | 0    | 0    | 26   | 18.  | –  |
| 2000     | 125 cm³   | Aprilia RS125           |                      | 16      | 0        | 0      | 0    | 0    | 50   | 17.  | –  |
| 2001     | 250 cm³   | Aprilia RSV250          |                      | 16      | 0        | 0      | 0    | 0    | 50   | 13.  | –  |
| 2002     | 250 cm³   | Aprilia RSV250          |                      | 16      | 0        | 2      | 2    | 0    | 119  | 9.   | –  |
| 2003     | 250 cm³   | Aprilia RSV250          |                      | 16      | 3        | 9      | 5    | 2    | 208  | 4.   | –  |
| 2004     | 250 cm³   | Aprilia RSV250          |                      | 16      | 1        | 8      | 2    | 0    | 214  | 3.   | –  |
| 2005     | 250 cm³   | Aprilia RSV250          |                      | 16      | 1        | 3      | 1    | 2    | 138  | 8.   | –  |
| 2006     | MotoGP    | Kawasaki Ninja ZX-RR    | Kawasaki Racing Team | 17      | 0        | 0      | 0    | 0    | 37   | 16.  | –  |
| 2007     | MotoGP    | Kawasaki Ninja ZX-RR    | Kawasaki Racing Team | 18      | 0        | 1      | 0    | 0    | 108  | 11.  | –  |
| 2008     | MotoGP    | Honda RC212V            | Team LCR             | 18      | 0        | 0      | 0    | 0    | 61   | 15.  | –  |
| 2009     | MotoGP    | Honda RC212V            | Team LCR             | 17      | 0        | 1      | 0    | 0    | 106  | 11.  | –  |
| 2010     | MotoGP    | Honda RC212V            | Team LCR             | 17      | 0        | 0      | 0    | 0    | 116  | 9.   | –  |
| 2011     | MotoGP    | Ducati Desmosedici GP11 | Pramac Racing        | 16      | 0        | 0      | 0    | 0    | 49   | 16.  | –  |
| 2012     | MotoGP    | Aprilia ART             | Aspar Racing Team    | 18      | 0        | 0      | 0    | 0    | 62   | 13.  | –  |
| 2013     | MotoGP    | Aprilia ART             | Aspar Racing Team    | 18      | 0        | 0      | 0    | 0    | 36   | 15.  | –  |
| 2014     | MotoGP    | Suzuki GSX-RR           | Suzuki MotoGP        | 1       | 0        | 0      | 0    | 0    | 0    | HN   | –  |
| 2019     | MotoE     | Energica Ego            | LCR E-Team           | 6       | 0        | 0      | 0    | 0    | 21   | 17.  | –  |
| Összesen |           |                         |                      | 259     | 5        | 24     | 9    | 4    | 1401 |      | 0  |

### Teljes MotoGP-eredménylistája
| Év   | Géposztály | Motor    | 1      | 2      | 3       | 4       | 5       | 6       | 7      | 8      | 9      | 10     | 11     | 12     | 13     | 14     | 15     | 16     | 17     | 18     | Helyezés | Pont |
| ---- | ---------- | -------- | ------ | ------ | ------- | ------- | ------- | ------- | ------ | ------ | ------ | ------ | ------ | ------ | ------ | ------ | ------ | ------ | ------ | ------ | -------- | ---- |
| 1998 | 125 cm³    | Honda    | JPN    | MAL    | SPA     | ITA     | FRA 17  | MAD     | NED    | GBR    | GER    | CZE    | IMO    | CAT    | AUS    | ARG    |        |        |        |        | HN       | 0    |
| 1999 | 125 cm³    | Aprilia  | MAL 20 | JPN 15 | SPA Ki  | FRA 11  | ITA 19  | CAT 9   | NED Ki | GBR Ki | GER 15 | CZE Ki | IMO Ki | VAL 10 | AUS 21 | RSA Ki | BRA 18 | ARG 10 |        |        | 18.      | 26   |
| 2000 | 125 cm³    | Aprilia  | RSA 14 | MAL Ki | JPN 10  | SPA 13  | FRA 12  | ITA 9   | CAT 13 | NED Ki | GBR 10 | GER Ki | CZE Ki | POR 7  | VAL 18 | BRA 9  | PAC Ki | AUS 13 |        |        | 17.      | 50   |
| 2001 | 250 cm³    | Aprilia  | JPN Ki | RSA Ki | SPA 18  | FRA Ki  | ITA Ki  | CAT 8   | NED 13 | GBR Ki | GER 5  | CZE 6  | POR 17 | VAL 10 | PAC 11 | AUS Ki | MAL 12 | BRA 13 |        |        | 13.      | 50   |
| 2002 | 250 cm³    | Aprilia  | JPN 3  | RSA 6  | SPA Ki  | FRA 3   | ITA 5   | CAT 4   | NED Ki | GBR 6  | GER Ki | CZE 6  | POR Ki | BRA Ki | PAC Ki | MAL 6  | AUS 6  | VAL 4  |        |        | 9.       | 119  |
| 2003 | 250 cm³    | Aprilia  | JPN Ki | RSA 2  | SPA 3   | FRA 2   | ITA Ki  | CAT 1   | NED Ki | GBR 8  | GER 3  | CZE 1  | POR 3  | BRA 3  | PAC 6  | MAL 5  | AUS Ki | VAL 1  |        |        | 4.       | 208  |
| 2004 | 250 cm³    | Aprilia  | RSA 2  | SPA 2  | FRA 2   | ITA 4   | CAT 1   | NED 4   | BRA 8  | GER 5  | GBR 3  | CZE 2  | POR 3  | JPN 11 | QAT Ki | MAL 5  | AUS Ki | VAL 3  |        |        | 3.       | 214  |
| 2005 | 250 cm³    | Aprilia  | SPA Ki | POR 3  | CHN 8   | FRA 2   | ITA Ki  | CAT 6   | NED 8  | GBR 1  | GER 6  | CZE 8  | JPN 5  | MAL 4  | QAT Ki | AUS 7  | TUR Ki | VAL 8  |        |        | 8.       | 138  |
| 2006 | MotoGP     | Kawasaki | SPA Ki | QAT Ki | TUR 12  | CHN 12  | FRA Ki  | ITA 13  | CAT Ki | NED 14 | GBR 12 | GER Ki | USA 12 | CZE 14 | MAL 13 | AUS 11 | JPN Ki | POR 10 | VAL Ki |        | 16.      | 37   |
| 2007 | MotoGP     | Kawasaki | QAT Ki | SPA 13 | CHN 8   | TUR 8   | FRA Ki  | ITA Ki  | CAT 5  | GBR 6  | NED Ki | GER Ki | USA 6  | CZE 8  | RSM Ki | POR Ki | JPN 2  | AUS 6  | MAL 4  | VAL 9  | 11.      | 108  |
| 2008 | MotoGP     | Honda    | QAT 9  | SPA Ki | POR 15  | CHN 13  | FRA 9   | ITA Ki  | CAT Ki | GBR 12 | NED Ki | GER 8  | USA 6  | CZE 16 | RSM Ki | IND 13 | JPN 12 | AUS 9  | MAL 10 | VAL 15 | 15.      | 61   |
| 2009 | MotoGP     | Honda    | QAT 10 | JPN 11 | SPA 4   | FRA 14  | ITA 8   | CAT 8   | NED 7  | USA 9  | GER Ki | GBR 3  | CZE 10 | IND 12 | SMR 12 | POR 11 | AUS 8  | MAL Ki | VAL 11 |        | 11.      | 106  |
| 2010 | MotoGP     | Honda    | QAT 6  | SPA 9  | FRA 7   | ITA 6   | GBR 6   | NED 6   | CAT 4  | GER Ki | USA    | CZE 10 | IND 13 | SMR 13 | ARA Ki | JPN 9  | MAL 10 | AUS 10 | POR 6  | VAL 10 | 9.       | 116  |
| 2011 | MotoGP     | Ducati   | QAT Ki | SPA Ki | POR 10  | FRA Ki  | CAT Ki  | GBR 12  | NED Ki | ITA 14 | GER 13 | USA Ni | CZE 12 | IND 8  | RSM 14 | ARA 12 | JPN 10 | AUS 6  | MAL T  | VAL Ki | 16.      | 49   |
| 2012 | MotoGP     | ART      | QAT 13 | SPA Ki | POR 13  | FRA Ki  | CAT 15  | GBR 12  | NED 8  | GER 11 | ITA 12 | USA 11 | IND Ki | CZE 8  | RSM 9  | ARA 11 | JPN Ki | MAL Ki | AUS 11 | VAL 12 | 13.      | 62   |
| 2013 | MotoGP     | ART      | QAT 12 | AME 14 | SPA Ki  | FRA Ki  | ITA 11  | CAT Ki  | NED 12 | GER 12 | USA Ki | IND Ki | CZE 15 | GBR 16 | RSM 17 | ARA 13 | MAL 12 | AUS 10 | JPN 13 | VAL Ki | 15.      | 36   |
| 2014 | MotoGP     | Suzuki   | QAT    | AME    | ARG     | SPA     | FRA     | ITA     | CAT    | NED    | GER    | IND    | CZE    | GBR    | RSM    | ARA    | JPN    | AUS    | MAL    | VAL Ki | HN       | 0    |
| 2019 | MotoE      | Energica | GER 17 | AUT 12 | RSM1 11 | RSM2 13 | VAL1 12 | VAL2 11 |        |        |        |        |        |        |        |        |        |        |        |        | 17.      | 21   |

### Teljes Superbike-világbajnokság eredménylistája
(Táblázat értelmezése)

(Félkövér: pole-pozícióból indult; dőlt: leggyorsabb kört futott) 

| Év   | Motor  | 1      | 1     | 2      | 2      | 3      | 3      | 4      | 4      | 5      | 5      | 6      | 6      | 7      | 7      | 8      | 8      | 9      | 9      | 10     | 10     | 11     | 11     | 12     | 12     | 13     | 13    | Helyezés | Pont |
| Év   | Motor  | V1     | V2    | V1     | V2     | V1     | V2     | V1     | V2     | V1     | V2     | V1     | V2     | V1     | V2     | V1     | V2     | V1     | V2     | V1     | V2     | V1     | V2     | V1     | V2     | V1     | V2    | Helyezés | Pont |
| ---- | ------ | ------ | ----- | ------ | ------ | ------ | ------ | ------ | ------ | ------ | ------ | ------ | ------ | ------ | ------ | ------ | ------ | ------ | ------ | ------ | ------ | ------ | ------ | ------ | ------ | ------ | ----- | -------- | ---- |
| 2015 | Suzuki | AUS 17 | AUS 7 | THA 13 | THA Ki | SPA Ki | SPA 13 | NED Ki | NED Ki | ITA Ni | ITA Ki | GBR 14 | GBR 14 | POR 13 | POR 16 | SMR Ki | SMR 17 | USA 11 | USA 11 | MAL 12 | MAL 13 | SPA 16 | SPA Ki | FRA Ki | FRA 18 | QAT 12 | QAT 7 | 18.      | 52   |

### Teljes FIM Endurance World Championship eredménylistája
| Év      | Csapat                    | Motor    | 1      | 2      | 3      | 4      | 5      | Helyezés | Pont  |
| ------- | ------------------------- | -------- | ------ | ------ | ------ | ------ | ------ | -------- | ----- |
| 2016–17 | Team SRC Kawasaki         | Kawasaki | BOL 2  | LMS 3  | OSC    | SVK    |        | 7.       | 123,5 |
| 2016–17 | FCC TSR Honda             | Honda    |        |        |        |        | SUZ 3  | 7.       | 123,5 |
| 2017–18 | Team SRC Kawasaki         | Kawasaki | BOL 30 | LMS 5  | SVK 9  | OSC 2  |        | 8.       | 63    |
| 2017–18 | MuSASHi RT HARC-PRO Honda | Honda    |        |        |        |        | SUZ Ki | 8.       | 63    |
| 2018–19 | Team SRC Kawasaki         | Kawasaki | BOL 7  |        |        |        |        | 6.       | 91    |
| 2018–19 | Honda Endurance Racing    | Honda    |        | LMS 2  | SVK 8  | OSC Ki | SUZ 13 | 6.       | 91    |
| 2019–20 | Team ERC Endurance        | Ducati   | BOL    | SEP 9  | LMS 19 | EST    |        | 20.      | 14    |
| 2021    | Moto AIN                  | Yamaha   | LMS Ki | EST 5  | BOL 2  | CZE 12 |        | 7.       | 85,5  |
| 2022    | Webike SRC Kawasaki       | Kawasaki | LMS 8  | SPA Ki | BOL 14 | SUZ 3  |        | 8.       | 78    |